# Barbara Lazović
Barbara Lazović  (* 4. Januar 1988 in Brežice, SFR Jugoslawien, geborene Barbara Varlec) ist eine ehemalige slowenische Handballspielerin, die für die slowenische Nationalmannschaft auflief.

## Karriere

### Im Verein
Lazović spielte anfangs in ihrer Geburtsstadt beim ortsansässigen Verein ŽRK Brežice und schloss sich im Jahr 2007 dem slowenischen Spitzenverein RK Krim an. In der Spielzeit 2009/10 stand die Rückraumspielerin beim serbischen Verein ŽRK Zaječar unter Vertrag, mit dem sie die serbische Meisterschaft und den serbischen Pokal gewann. Anschließend kehrte sie wieder zum RK Krim zurück. Vier Jahre später wechselte die Linkshänderin zum mazedonischen Verein ŽRK Vardar. Mit ŽRK Vardar gewann sie vier Mal in Folge das nationale Double. Weiterhin stand sie mit Vardar in den Spielzeiten 2016/17 und 2017/18 im Finale der EHF Champions League.
Lazović lief in der Spielzeit 2018/19 für den rumänischen Erstligisten CSM Bukarest auf, mit dem sie den rumänischen Pokal gewann. Nachdem Lazović anschließend ein Jahr beim montenegrinischen Verein ŽRK Budućnost Podgorica unter Vertrag gestanden hatte, kehrte sie zu CSM Bukarest zurück. Mit Bukarest gewann sie 2021 die rumänische Meisterschaft sowie ein Jahr später den rumänischen Pokal. Lazović kehrte im Jahr 2022 nochmals zum RK Krim zurück, den sie nach zwei Spielzeiten verließ. Mit dem RK Krim gewann sie sieben Mal die slowenische Meisterschaft sowie sechs Mal den slowenischen Pokal.

### In Auswahlmannschaften
Lazović gehört dem Kader der slowenischen Nationalmannschaft an. Den einzigen Medaillengewinn in ihrer Länderspiellaufbahn verzeichnete sie bei den Mittelmeerspielen 2013, als Slowenien Silber gewann. Weiterhin nahm sie mit der slowenischen Auswahl an den Mittelmeerspielen 2009, an der Europameisterschaft 2016, an der Europameisterschaft 2020, an der Europameisterschaft 2022 und an der Weltmeisterschaft 2023 teil. Zum Abschluss ihrer Karriere lief sie für die slowenische Auswahl bei den Olympischen Sommerspielen 2024 auf.

## Sonstiges
Lazović heiratete im Jahr 2011 den montenegrinischen Handballspieler Vuk Lazović.